# Pallacanestro ai Giochi della Lusofonia

## Tornei

### Maschile
| Anno | Paese   | Oro        | Argento    | Bronzo     |
| ---- | ------- | ---------- | ---------- | ---------- |
| 2006 | Macao   | Portogallo | Angola     | Capo Verde |
| 2009 | Lisbona | Angola     | Capo Verde | Portogallo |
| 2014 | Goa     | India      | Angola     | Mozambico  |
| 2017 | Maputo  | Annullati  | Annullati  | Annullati  |

### Femminile
| Anno | Paese   | Oro        | Argento    | Bronzo     |
| ---- | ------- | ---------- | ---------- | ---------- |
| 2006 | Macao   | Mozambico  | Portogallo | Capo Verde |
| 2009 | Lisbona | Portogallo | Brasile    | Angola     |
| 2014 | Goa     | Mozambico  | Angola     | India      |
| 2017 | Maputo  | Annullati  | Annullati  | Annullati  |

## Medaglieri

### Maschile
| Nazionale  | O | A | B | Totale |
| ---------- | - | - | - | ------ |
| Angola     | 1 | 2 | 0 | 3      |
| Portogallo | 1 | 0 | 1 | 2      |
| India      | 1 | 0 | 0 | 1      |
| Capo Verde | 0 | 1 | 1 | 2      |
| Mozambico  | 0 | 0 | 0 | 1      |

### Femminile
| Nazionale  | O | A | B | Totale |
| ---------- | - | - | - | ------ |
| Mozambico  | 2 | 0 | 0 | 2      |
| Portogallo | 1 | 1 | 0 | 2      |
| Angola     | 0 | 1 | 1 | 2      |
| Brasile    | 0 | 1 | 0 | 1      |
| Capo Verde | 0 | 0 | 1 | 1      |
| India      | 0 | 0 | 1 | 1      |